# Східний Ізпиред'ювож
Східний Ізпиред'ю́ (рос. Восточный Изпыредъю) — річка в Республіці Комі, Росія, ліва притока річки Ісперед'ю, правої притоки річки Ілич, правої притоки річки Печора. Протікає територією Троїцько-Печорського району.
Річка починається на південно-східних схилах височини Иджид-Парма, протікає на північний захід, північ, північний захід (перетинає височину Иджид-Парма), південний захід та північний захід.